# Carlos Mayo
Carlos Mayo Nieto (Madrid, 18 settembre 1995) è un mezzofondista spagnolo.
In carriera vanta una medaglia d'oro nei 10 000 metri e una di bronzo nei 5 000 metri agli europei under 23 di Bydgoszcz 2017, nonché un bronzo nei 5 000 metri agli europei under 23 di Tallinn 2015.

## Carriera
Il 13 luglio 2017 conquista la medaglia d'oro nei 10000 m agli europei under 23 di Bydgoszcz con un modesto 29'28"06, piazzandosi davanti al tedesco Amanal Petros (29'34"94) e al francese Emmanuel Roudolff-Lévisse (29'42"85). Il giorno seguente è tra i favoriti per l'oro nei 5000 m, ma viene superato nell'ultimo tratto di gara da Yemaneberhan Crippa (14'14"28) e Simon Debognies (14'14"71) e si deve così accontentare della medaglia di bronzo in 14'15"07.

## Progressione

### 5000 metri piani
| Stagione | Risultato | Luogo         | Data      | Rank. Mond. |
| -------- | --------- | ------------- | --------- | ----------- |
| 2015     | 13'36"80  | Oordegem      | 23-5-2015 |             |
| 2014     | 14'13"66  | San Sebastián | 14-6-2014 |             |

### 10000 metri piani
| Stagione | Risultato | Luogo  | Data      | Rank. Mond. |
| -------- | --------- | ------ | --------- | ----------- |
| 2017     | 28'48"41  | Minsk  | 10-6-2017 |             |
| 2015     | 28'53"95  | Huelva | 11-4-2015 |             |
| 2014     | 29'52"31  | Eugene | 22-7-2014 |             |

## Palmarès
| Anno | Manifestazione    | Sede                | Evento         | Risultato | Prestazione | Note                                     |
| ---- | ----------------- | ------------------- | -------------- | --------- | ----------- | ---------------------------------------- |
| 2014 | Mondiali juniores | Eugene              | 5000 m piani   | 14º       | 14'19"22    |                                          |
| 2014 | Mondiali juniores | Eugene              | 10000 m piani  | 10º       | 29'52"31    | Miglior prestazione personale            |
| 2015 | Europei under 23  | Tallinn             | 5000 m piani   | Bronzo    | 13'55"19    |                                          |
| 2016 | Europei           | Amsterdam           | 5000 m piani   | 14º       | 13'58"22    |                                          |
| 2017 | Europei indoor    | Belgrado            | 3000 m piani   | 8º        | 8'06"15     |                                          |
| 2017 | Europei under 23  | Bydgoszcz           | 5000 m piani   | Bronzo    | 14'15"07    |                                          |
| 2017 | Europei under 23  | Bydgoszcz           | 10000 m piani  | Oro       | 29'28"06    |                                          |
| 2021 | Giochi olimpici   | Tokyo               | 10000 m piani  | 13º       | 28'04"71    |                                          |
| 2022 | Mondiali          | Eugene              | 10000 m piani  | 13º       | 27'50"61    |                                          |
| 2022 | Europei di cross  | Venaria Reale       | Corsa seniores | 17º       | 30'27"      |                                          |
| 2022 | Europei di cross  | Venaria Reale       | A squadre      | Bronzo    | 36 p.       |                                          |
| 2024 | Europei           | Roma                | Mezza maratona | 14º       | 1h02'12"    | Miglior prestazione personale stagionale |
| 2025 | Europei su strada | Bruxelles e Lovanio | A squadre      | Argento   | 3h07'30"    |                                          |

## Campionati nazionali
2015
- 4º ai campionati spagnoli, 10000 m piani - 28'53"95

2016
- 4º ai campionati spagnoli, 5000 m piani - 13'41"19

2017
- 7º ai campionati spagnoli, 5000 m piani - 14'16"83
- 5º ai campionati spagnoli indoor, 3000 m piani - 8'21"87

2021
- Oro ai campionati spagnoli, 5000 m piani - 14'07"01

2022
- Oro ai campionati spagnoli, 10000 m piani - 27'38"59
- 4º ai campionati spagnoli, 5000 m piani - 13'48"59

## Altre competizioni internazionali
2015
- Oro Volta à cidade do Funchal ( Funchal)

2017
- Bronzo in Coppa Europa dei 10000 metri ( Minsk) - 28'48"41
- 4º al Giro podistico internazionale di Castelbuono ( Castelbuono) - 35'27"

2020
- 9º alla Mezza maratona di Valencia ( Valencia) - 1h00'06"

2021
- Bronzo in Coppa Europa dei 10000 metri ( Birmingham) - 27'25"00
- Bronzo agli Europei a squadre ( Chorzów), 5000 m piani - 13'18"15
- 17º alla Mezza maratona di Valencia ( Valencia) - 1h00'58"

2022
- 11º al Cross de Atapuerca ( Atapuerca) - 29'10"

2023
- 6º al Cross Internacional Juan Muguerza ( Elgoibar) - 34'01"

2024
- 47º alla Maratona di Valencia ( Valencia) - 2h11'25"

2025
- 6º al Giro podistico internazionale di Castelbuono ( Castelbuono) - 36'23"